# Yves Sarault
Yves Sarault, né le 23 décembre 1972 à Salaberry-de-Valleyfield (Québec, Canada) est un joueur professionnel canadien de hockey sur glace devenu entraîneur. En tant que joueur, il évoluait à la position d'ailier gauche, mais il pouvait aussi jouer comme défenseur.

## Carrière de joueur
En 1989, il commence à jouer dans la Ligue de hockey junior majeur du Québec avec les Tigres de Victoriaville. Après une saison, il est échangé aux Lynx de Saint-Jean, puis aux Draveurs de Trois-Rivières.
En 1991, lors du repêchage de la Ligue nationale de hockey, il est repêché en 3e ronde, 61e au total, par le Canadiens de Montréal.
Il commence sa carrière professionnelle en 1992, avec les Thunderbirds de Wheeling de l'East Coast Hockey League.
Pendant trois saisons et demie, il évolue dans l'organisation du Canadiens de Montréal, avec les Canadiens de Fredericton de la Ligue américaine de hockey, puis dans la Ligue nationale de hockey avec le Canadiens de Montréal.
Il évolue ensuite avec les Flames de Calgary, l'Avalanche du Colorado, les Sénateurs d'Ottawa, les Thrashers d'Atlanta et les Predators de Nashville.
Dans la Ligue américaine de hockey, il joue avec les Flames de Saint-Jean, les Bears de Hershey, les Admirals de Milwaukee, les Phantoms de Philadelphie et les Falcons de Springfield.
Il joue aussi dans la Ligue internationale de hockey avec les Vipers de Détroit, les Griffins de Grand Rapids et les Solar Bears d'Orlando.
En 2002-2003, il joue quelques matchs dans la Ligue de hockey semi-professionnelle du Québec avec le Prolab de Thetford Mines.
Il s'en va terminer la saison en Suisse dans la LNA avec le CP Berne.
Après cinq saisons complètes en Suisse, il passe la saison 2008-2009 en Allemagne avec le ERC Ingolstadt de la DEL.
Au début de la saison 2009-2010, il joue deux matchs avec le CIMT de Rivière-du-Loup de la Ligue nord-américaine de hockey, puis il retourne en Europe, cette fois dans la EBEL, avec les Capitals de Vienne.
En septembre 2010, il se joint aux 3L de Rivière-du-Loup.
Le 16 juin 2012, il est échangé aux Riverkings de Cornwall et le 16 octobre il signe un contrat avec l'équipe.

## Statistiques
| Saison     | Équipe                     | Ligue      |     | Saison régulière | Saison régulière | Saison régulière | Saison régulière | Saison régulière |    | Séries éliminatoires | Séries éliminatoires | Séries éliminatoires | Séries éliminatoires | Séries éliminatoires |
| Saison     | Équipe                     | Ligue      | PJ  | B                | A                | Pts              | Pun              | PJ               | B  | A                    | Pts                  | Pun                  |                      |                      |
| 1989-1990  | Tigres de Victoriaville    | LHJMQ      | 70  | 12               | 28               | 40               | 140              | 16               | 0  | 3                    | 3                    | 26                   |                      |                      |
| 1990-1991  | Lynx de Saint-Jean         | LHJMQ      | 56  | 22               | 24               | 46               | 113              | -                | -  | -                    | -                    | -                    |                      |                      |
| 1991-1992  | Lynx de Saint-Jean         | LHJMQ      | 50  | 28               | 38               | 66               | 96               | -                | -  | -                    | -                    | -                    |                      |                      |
| 1991-1992  | Draveurs de Trois-Rivières | LHJMQ      | 18  | 16               | 14               | 30               | 12               | 15               | 10 | 10                   | 20                   | 18                   |                      |                      |
| 1992-1993  | Thunderbirds de Wheeling   | ECHL       | 2   | 1                | 3                | 4                | 0                | -                | -  | -                    | -                    | -                    |                      |                      |
| 1992-1993  | Canadiens de Fredericton   | LAH        | 59  | 14               | 17               | 31               | 41               | 3                | 0  | 1                    | 1                    | 2                    |                      |                      |
| 1993-1994  | Canadiens de Fredericton   | LAH        | 60  | 13               | 14               | 27               | 72               | -                | -  | -                    | -                    | -                    |                      |                      |
| 1994-1995  | Canadiens de Fredericton   | LAH        | 69  | 24               | 21               | 45               | 96               | 13               | 2  | 1                    | 3                    | 33                   |                      |                      |
| 1994-1995  | Canadiens de Montréal      | LNH        | 8   | 0                | 1                | 1                | 0                | -                | -  | -                    | -                    | -                    |                      |                      |
| 1995-1996  | Canadiens de Montréal      | LNH        | 14  | 0                | 0                | 0                | 4                | -                | -  | -                    | -                    | -                    |                      |                      |
| 1995-1996  | Flames de Calgary          | LNH        | 11  | 2                | 1                | 3                | 4                | -                | -  | -                    | -                    | -                    |                      |                      |
| 1995-1996  | Flames de Saint-Jean       | LAH        | 26  | 10               | 12               | 22               | 34               | 16               | 6  | 2                    | 8                    | 33                   |                      |                      |
| 1996-1997  | Bears de Hershey           | LAH        | 6   | 2                | 3                | 5                | 8                | -                | -  | -                    | -                    | -                    |                      |                      |
| 1996-1997  | Avalanche du Colorado      | LNH        | 28  | 2                | 1                | 3                | 6                | 5                | 0  | 0                    | 0                    | 2                    |                      |                      |
| 1997-1998  | Avalanche du Colorado      | LNH        | 2   | 1                | 0                | 1                | 0                | -                | -  | -                    | -                    | -                    |                      |                      |
| 1997-1998  | Bears de Hershey           | LAH        | 63  | 23               | 36               | 59               | 43               | 7                | 1  | 2                    | 3                    | 14                   |                      |                      |
| 1998-1999  | Sénateurs d'Ottawa         | LNH        | 11  | 0                | 1                | 1                | 4                | -                | -  | -                    | -                    | -                    |                      |                      |
| 1998-1999  | Vipers de Détroit          | LIH        | 36  | 11               | 12               | 23               | 52               | 11               | 7  | 2                    | 9                    | 40                   |                      |                      |
| 1999-2000  | Sénateurs d'Ottawa         | LNH        | 11  | 0                | 2                | 2                | 7                | -                | -  | -                    | -                    | -                    |                      |                      |
| 1999-2000  | Griffins de Grand Rapids   | LIH        | 62  | 17               | 26               | 43               | 77               | 17               | 7  | 4                    | 11                   | 32                   |                      |                      |
| 2000-2001  | Thrashers d'Atlanta        | LNH        | 20  | 5                | 4                | 9                | 26               | -                | -  | -                    | -                    | -                    |                      |                      |
| 2000-2001  | Solar Bears d'Orlando      | LIH        | 35  | 17               | 17               | 34               | 42               | -                | -  | -                    | -                    | -                    |                      |                      |
| 2001-2002  | Predators de Nashville     | LNH        | 1   | 0                | 0                | 0                | 0                | -                | -  | -                    | -                    | -                    |                      |                      |
| 2001-2002  | Admirals de Milwaukee      | LAH        | 27  | 5                | 5                | 10               | 24               | -                | -  | -                    | -                    | -                    |                      |                      |
| 2001-2002  | Phantoms de Philadelphie   | LAH        | 7   | 0                | 2                | 2                | 9                | 5                | 0  | 0                    | 0                    | 6                    |                      |                      |
| 2002-2003  | Falcons de Springfield     | LAH        | 4   | 1                | 1                | 2                | 10               | -                | -  | -                    | -                    | -                    |                      |                      |
| 2002-2003  | Prolab de Thetford Mines   | LHSPQ      | 7   | 4                | 9                | 13               | 6                | -                | -  | -                    | -                    | -                    |                      |                      |
| 2002-2003  | CP Berne                   | LNA        | 14  | 4                | 10               | 14               | 59               | 13               | 4  | 6                    | 10                   | 26                   |                      |                      |
| 2003-2004  | CP Berne                   | LNA        | 40  | 15               | 30               | 45               | 115              | 15               | 6  | 7                    | 13                   | 36                   |                      |                      |
| 2004-2005  | CP Berne                   | LNA        | 41  | 11               | 21               | 32               | 118              | 2                | 0  | 0                    | 0                    | 4                    |                      |                      |
| 2005-2006  | Genève-Servette HC         | LNA        | 38  | 8                | 16               | 24               | 127              | 6                | 1  | 4                    | 5                    | 27                   |                      |                      |
| 2006-2007  | SC Langenthal              | LNB        | 5   | 5                | 5                | 10               | 4                | -                | -  | -                    | -                    | -                    |                      |                      |
| 2006-2007  | HC Davos                   | LNA        | 15  | 6                | 4                | 10               | 20               | 10               | 2  | 2                    | 4                    | 22                   |                      |                      |
| 2007-2008  | HC Olten                   | LNB        | 3   | 1                | 2                | 3                | 4                | -                | -  | -                    | -                    | -                    |                      |                      |
| 2007-2008  | HC Bâle                    | LNA        | 38  | 7                | 16               | 23               | 127              | 8                | 2  | 4                    | 6                    | 43                   |                      |                      |
| 2008-2009  | ERC Ingolstadt             | DEL        | 40  | 8                | 9                | 17               | 108              | -                | -  | -                    | -                    | -                    |                      |                      |
| 2009-2010  | CIMT de Rivière-du-Loup    | LNAH       | 2   | 1                | 2                | 3                | 0                | -                | -  | -                    | -                    | -                    |                      |                      |
| 2009-2010  | Capitals de Vienne         | EBEL       | 17  | 3                | 6                | 9                | 38               | 11               | 1  | 2                    | 3                    | 12                   |                      |                      |
| 2010-2011  | 3L de Rivière-du-Loup      | LNAH       | 16  | 7                | 12               | 19               | 14               | 6                | 2  | 5                    | 7                    | 4                    |                      |                      |
| 2011-2012  | 3L de Rivière-du-Loup      | LNAH       | 20  | 8                | 13               | 21               | 26               | -                | -  | -                    | -                    | -                    |                      |                      |
| 2012-2013  | Riverkings de Cornwall     | LNAH       | 22  | 4                | 15               | 19               | 32               | -                | -  | -                    | -                    | -                    |                      |                      |
| 2013-2014  | Riverkings de Cornwall     | LNAH       | 7   | 3                | 3                | 6                | 4                | -                | -  | -                    | -                    | -                    |                      |                      |
| Totaux LNH | Totaux LNH                 | Totaux LNH | 106 | 10               | 10               | 20               | 51               | 5                | 0  | 0                    | 0                    | 2                    |                      |                      |

## Trophées et honneurs personnels
- 1991-1992 : nommé dans la deuxième équipe d'étoiles de la Ligue de hockey junior majeur du Québec.

## Famille
Sa fille Courtney Sarault est une patineuse de vitesse sur piste courte.